# Gene Williams

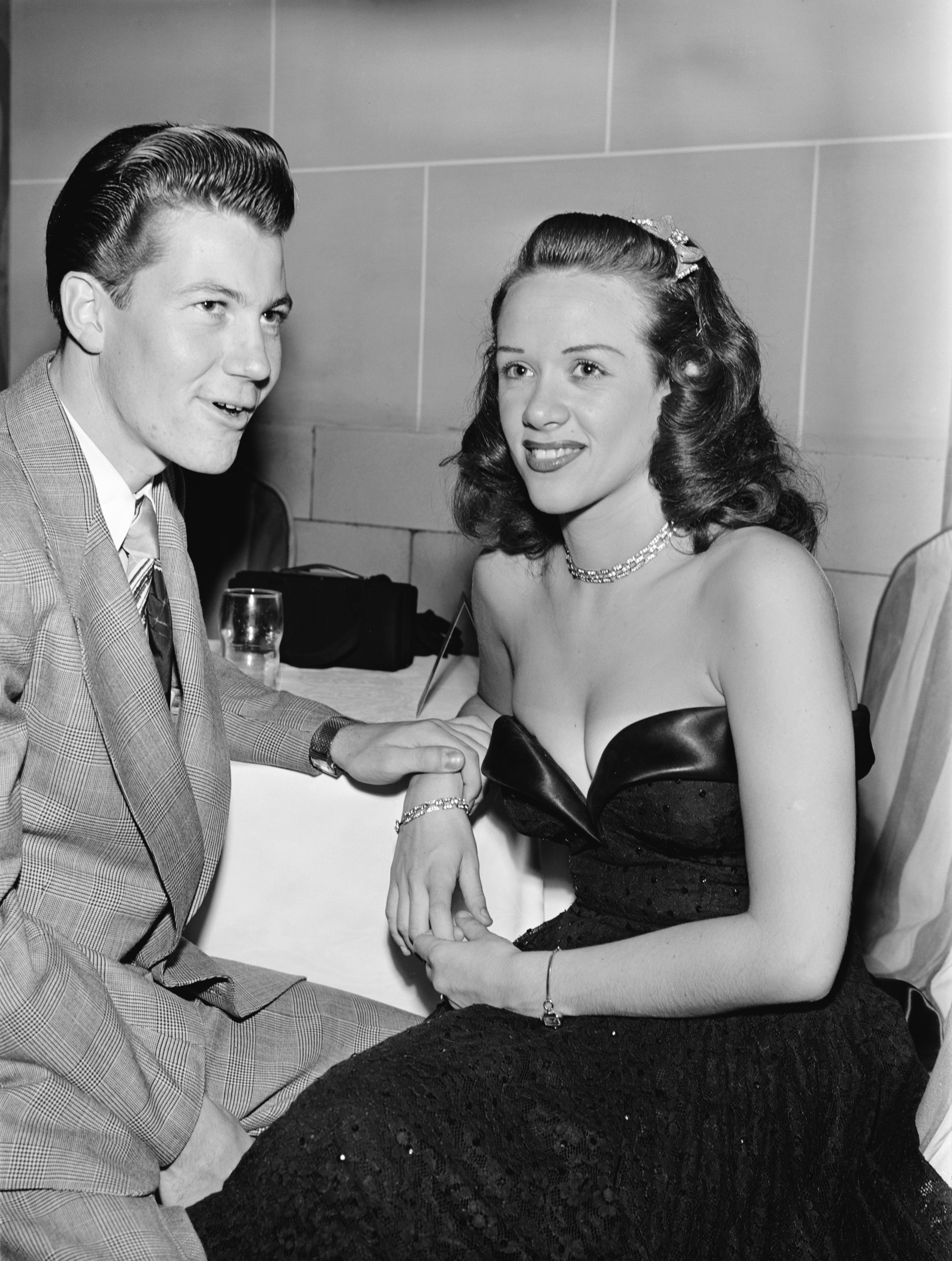
Gene Williams und Fran Warren, ca. Oktober 1947.
Fotografie von William P. Gottlieb.

Eugene „Gene“ Williams (* 26. Februar 1926 in East Orange, New Jersey; † 12. Februar 1997 in Wilton Manors, Florida) war ein US-amerikanischer Jazzsänger und Bigbandleader.

## Leben und Wirken
Gene Williams begann seine Karriere 1942 als Mitglied der Duke Ambassadors unter Sam Fletcher; danach arbeitete er in Johnny Longs Orchester, bis er in die US-Army eingezogen wurde. Nach Kriegsende war er Bandsänger bei Vincent Lopez und arbeitete daneben auch für Les Elgart, George Paxton und Bobby Sherwood. Bekannt wurde er vor allem Ende der 1940er Jahre als Sänger im Orchester von Claude Thornhill; er wirkte 1947 auch bei Plattenaufnahmen mit („Sorta Kinda“).
1950 gründete Williams in New York City eine eigene Band, Gene Williams and the Junior Thornhill Band, für die er Gil Evans, Chico O’Farrill und Joe Reisman als Arrangeure gewinnen konnte. Zunächst trat das Williams-Orchester nur an Wochenenden und bei College-Festen auf und erlebte häufige Personalwechsel, Stilistisch orientierte man sich anfangs am Klangbild des Thornhill-Orchesters und hatte auch einige Bebop-Nummern im Repertoire. 1952 hatte Williams mit seiner Band ein längeres Engagement im Glen Island Casino; zu dieser Zeit stilistisch eher eine Tanzband mit dem Vorrang von Ensemblepassagen gegenüber solistischen Einlagen. Aufnahmen entstanden für Mercury und für King Records. Schließlich musste Gene Williams das Orchester Ende der 1950er Jahre auflösen. Populärster Titel der Band war ihre Instrumental-Nummer „Just Goofin'“. Neben Williams selbst war Patti Dugan kurz Sängerin in der Band. In den folgenden Jahren verließ Williams das Musikgeschäft und arbeitete in der New Yorker Musiker-Bar Charlie’s Tavern.